# Apollo 1
Apollo 1 ist die nachträglich eingeführte Bezeichnung für die geplante erste bemannte Raumfahrtmission im Rahmen des Apollo-Programms der NASA. Während eines Tests auf dem Startkomplex 34 von Cape Canaveral am 27. Januar 1967 kam es zu einem Brand in der Kapsel, in dem die drei als Crew nominierten Astronauten ums Leben kamen. Der unter der internen Bezeichnung AS-204 für den 21. Februar 1967 geplante Flug von drei Besatzungsmitgliedern mit einer Testversion des neuen Apollo-Raumschiffs in einer niedrigen Erdumlaufbahn wurde gestrichen. Das US-amerikanische Mondlandeprogramm wurde in technischer und organisatorischer Hinsicht gründlich überprüft. Erst im Oktober 1968 erfolgte mit Apollo 7 der nächste bemannte Raumflug der NASA mit der verbesserten zweiten Generation des Apollo-Raumschiffs.

## Die Mannschaft
Als im Jahre 1966 das Apollo-Programm der NASA konkret wurde, ging man noch davon aus, dass der erste bemannte Start des dreisitzigen Apollo-Raumschiffs Ende 1966 oder Anfang 1967 unter der Projektbezeichnung AS-204 stattfinden würde. Am 21. März 1966 wurde der Öffentlichkeit mitgeteilt, dass Virgil Grissom, Edward White und Roger Chaffee als Besatzung ausgewählt worden waren. Grissom war einer der Mercury-Veteranen, White hatte mit Gemini 4 den ersten amerikanischen Außenbordeinsatz unternommen und Chaffee war ein Weltraumneuling aus der dritten Astronautengruppe der NASA. Zu diesem Zeitpunkt standen noch vier Flüge des Gemini-Programms aus.
Als Ersatzkommandant wurde James McDivitt nominiert, der bereits Gemini 4 geleitet hatte. Mit ihm in der Ersatzmannschaft waren David Scott, der mit Gemini 8 den ersten Abbruch eines Raumfluges durchgemacht hatte, und Russell L. Schweickart, einer der wenigen Zivilisten unter den NASA-Astronauten.
Ende 1966 wurden die Projektpläne geändert. Der Flug AS-205, der als zweiter bemannter Apolloflug gedacht war, wurde gestrichen, so dass die AS-205-Mannschaft nun zur Ersatzmannschaft von AS-204 wurde. Dies waren Walter Schirra, Donn Eisele und Walter Cunningham. Die bisherige Ersatzmannschaft um James McDivitt wurde zur Hauptmannschaft des Fluges AS-207, der als Test der Mondlandefähre geplant war.

## Der Unfall

### Ausgangssituation

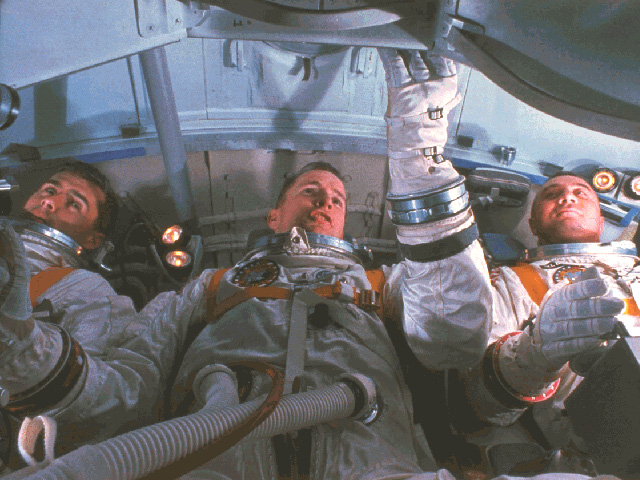
Apollo-1-Crew im Simulator: (v. l. n. r.) Roger Chaffee, Ed White, Gus Grissom

Die drei Astronauten Edward H. White, Virgil I. Grissom und Roger B. Chaffee hatten am 27. Januar 1967 die Kapsel (S/C 012) für eine Routineübung bestiegen. Es war ein Plugs-Out-Test, bei dem alle Verbindungen von Rakete und Raumschiff zum Versorgungsturm getrennt werden. Die Rakete und das CM/SM waren nicht betankt, die Brennstoffzellen dadurch nicht betriebsbereit, sie wurden durch eine verbliebene Einspeisung simuliert. Die Atmosphäre in der Kapsel bestand wie bei den Raumflügen zu 100 % aus Sauerstoff, allerdings nicht bei nur ca. 30 % des Atmosphärendrucks, sondern unter einem leichten Überdruck (ca. 1150 hPa gegenüber dem Umgebungsdruck von ca. 1013 hPa). Der Plugs-Out-Test galt bis zu dem Unglück als unkritisch, es wurden keine Sicherheitsmaßnahmen ergriffen; so war weder die Feuerwehr in Bereitschaft noch die Turmmannschaft an der Kapsel. Der Test sollte ursprünglich von der Inbetriebnahme bis zum Abschluss des Countdowns dauern.
Um 7:55 Uhr EST wurde mit der Inbetriebnahme begonnen und die Stromversorgung eingeschaltet.

### Das Feuer

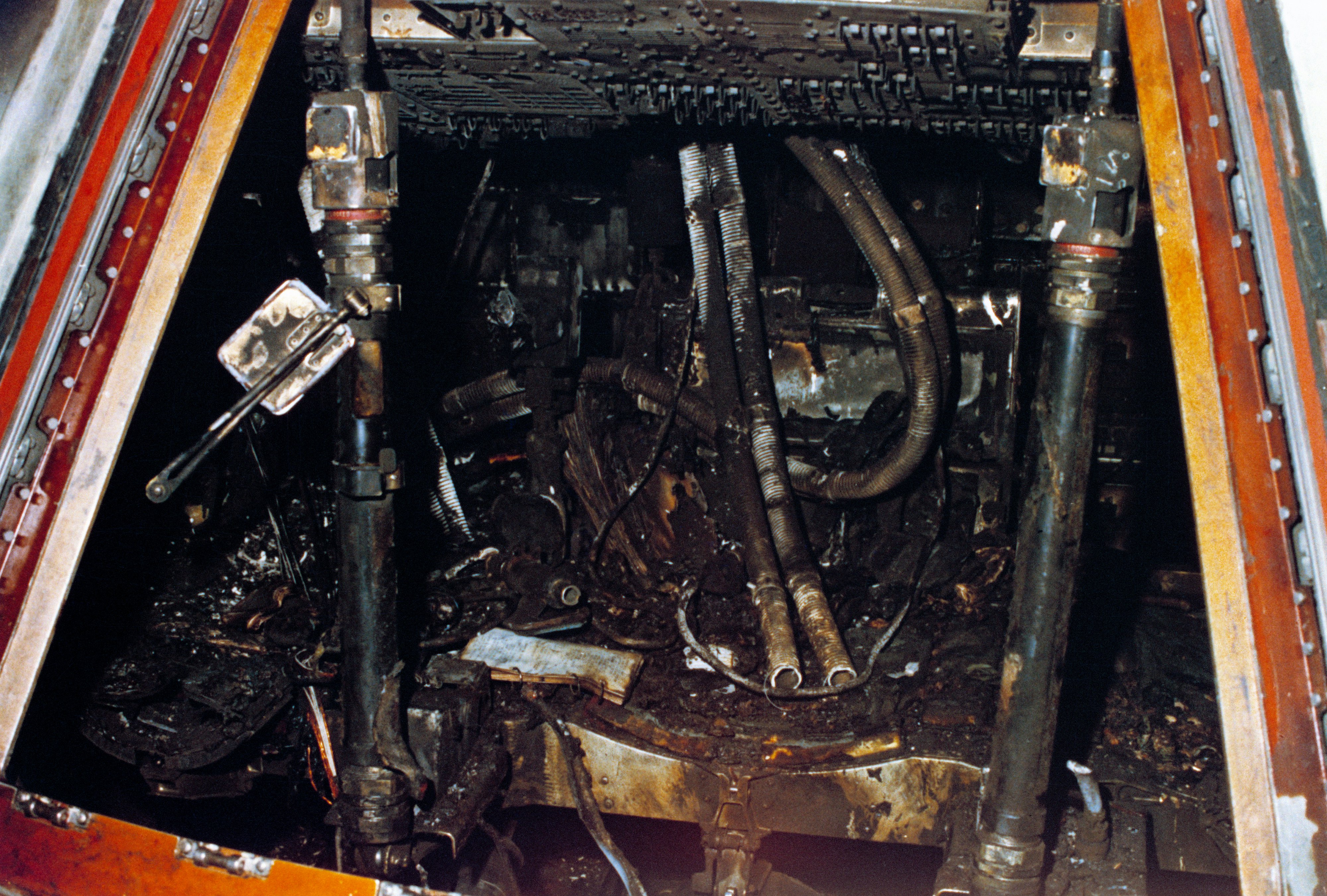
Das Innere der Kapsel nach dem Feuer

Um 13:00 Uhr bestiegen die Astronauten die Kapsel. Bereits beim Einsteigen in die Kapsel nahm Grissom nach Unterlagen der NASA einen unangenehmen Geruch nach „saurer Milch“ wahr, der auch in späteren Untersuchungen eine Rolle spielte. Gegen 18:20 Uhr wurde der Countdown bei T-10 min angehalten, da es bei der Sprechverbindung immer wieder starke Störungen gab. Um 18:31 Uhr meldete ein Astronaut – vermutlich war es Chaffee – Feuer an Bord. Einige Sekunden vor der Meldung traten kurze Spannungseinbrüche und Stromspitzen auf. Das Lebenserhaltungssystem erhöhte die Sauerstoffzufuhr, da durch das Feuer mehr Sauerstoff verbraucht wurde. Dadurch und infolge entstehender Verbrennungsgase stieg der Druck in der Kapsel schnell an, ein Druckausgleich war nicht mehr möglich. Die innere Luke ließ sich gegen den Druck nicht mehr öffnen, da sie nach innen hätte entfernt werden müssen. Das Turmpersonal war zu dieser Zeit auf dem Weg zur Kapsel. Etwa 15 Sekunden nach dem Ausbruch des Feuers kam es zum Einriss der Kapsel zwischen Druckkörper und Hitzeschutz. Alle Sprech- und Datenverbindungen fielen endgültig aus. Mindestens bis zu diesem Zeitpunkt hatte White noch versucht, die Luke zu öffnen. In der Kapsel war erst jetzt offenes Feuer sichtbar, aufgenommen von einer Kamera außen an einem Fenster der Kapsel.

### Gescheiterte Rettung und Bergung
Als das Turmpersonal ohne ausreichenden Atemschutz an der Kapsel eintraf, war der gesamte Bereich bereits stark verqualmt. Die Arbeiten an der Kapsel mussten häufig zum Luftholen unterbrochen werden. Als um 18:36 Uhr die Luken geöffnet waren, konnten keine Lebenszeichen an den Astronauten mehr wahrgenommen werden, sie waren wahrscheinlich bereits 30 Sekunden nach dem Ausbruch des Feuers erstickt. Das Feuer in der Kapsel erlosch von allein, das Turmpersonal löschte nur noch kleine Brandnester am Turm selbst. Obwohl das Feuer beim Eintreffen der Feuerwehr gelöscht war, wurde befürchtet, dass die Rettungsrakete (LES) der Rakete durch die Hitze noch zünden könnte. Um 18:40 Uhr wurde ein Versuch unternommen, White aus seinem Sitz zu holen. Gegen 18:45 Uhr wurde der Tod der Astronauten durch einen Arzt festgestellt. Erst mit einiger Verzögerung konnten die Leichen aus der Kapsel geborgen werden, was über 90 Minuten dauerte. Die Leichen, Anzüge und Sitze waren teilweise stark miteinander verschmolzen.

### Die Untersuchung

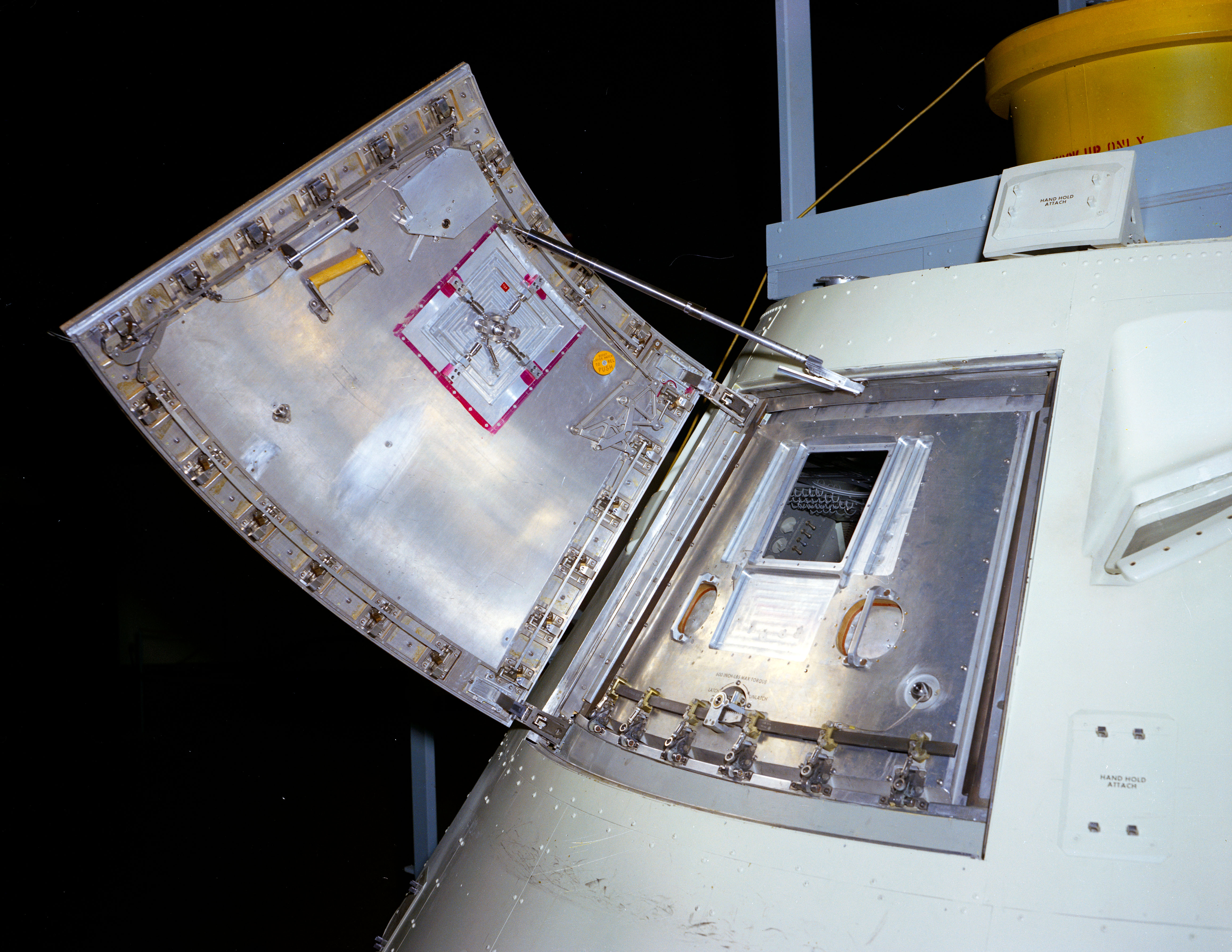
Foto der Block-I-Luken (Außenluke geöffnet)

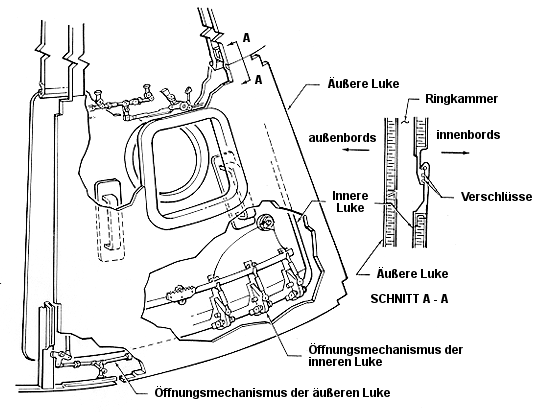
Skizze der Luken-Konstruktion

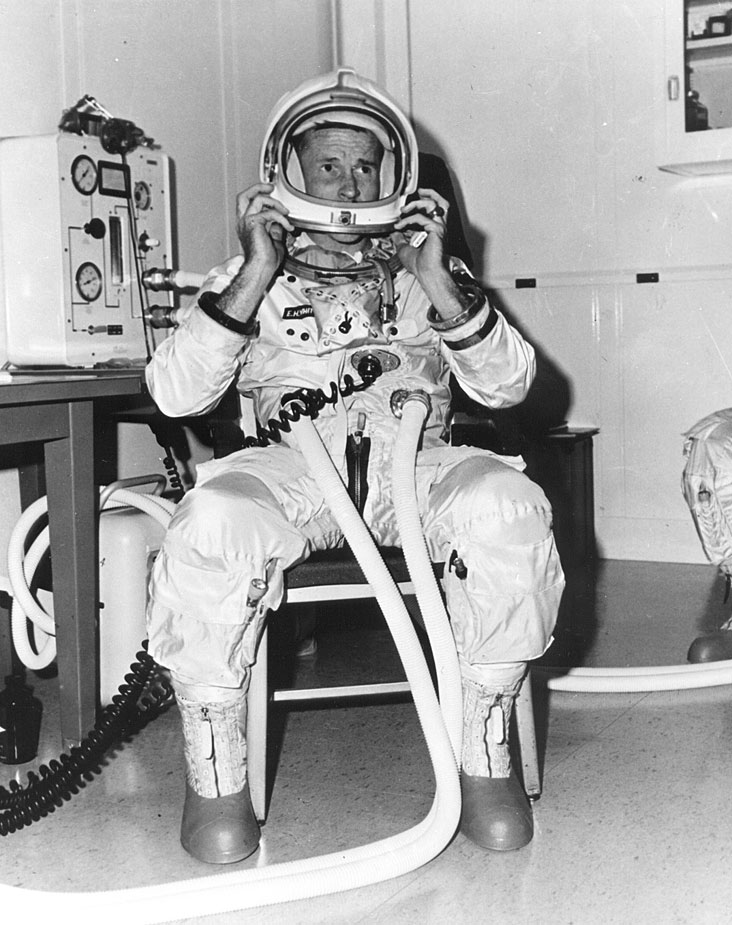
Astronaut White in einem Raumanzug mit hohem Nylonanteil

Vor und unmittelbar nach der Leichenbergung wurden Innen- und Außenaufnahmen der Kapsel gemacht. Nach der Bergung der Leichen begann die Sicherung und Bergung der Kapsel. Zunächst kletterten zwei Experten in die Kapsel und dokumentierten noch erkennbare Schalterstellungen. Am 28. Januar kletterte der Astronaut Frank Borman erneut in die Kapsel, er dokumentierte und verifizierte Schalterstellungen und Sicherungsautomaten, die unklar geblieben waren. Anschließend holte man die Kapsel von der unbeschädigten Rakete und brachte sie in die Werkstatt der Pyrotechnik, die für die Untersuchung am geeignetsten erschien. Dort wurde ein durchsichtiger Zwischenboden in die Kapsel eingebaut, um ungehindert alle Einbauteile schrittweise zu entfernen. Der Hersteller North American Aviation lieferte die Kapsel S/C 014, die annähernd baugleich war. Beide Kapseln wurden gewissermaßen synchron zerlegt, alle Einbauten miteinander verglichen. Dabei wurde jede Beschädigung daraufhin bewertet, ob sie durch das Feuer entstanden war oder zur Brandentstehung beigetragen haben konnte. Diese Arbeiten zogen sich über Wochen hin. Vergleiche mit der fabrikneuen Kapsel deckten viele Konstruktions- und Fertigungsmängel auf. Die Ergebnisse flossen in die Verbesserung der Block-II-Kapseln ein. Die wichtigsten Mängel in Bezug auf den Unfall waren:

#### Verkabelung
- Die genaue Ursache des Brandes konnte nicht mehr zweifelsfrei ermittelt werden. Gesichert ist der Ausbruch des Brandes im Bereich des Lebenserhaltungssystems links neben dem Platz von Grissom.
- Es steht auch fest, dass der Brand durch ein Versagen des elektrischen Systems ausgelöst worden sein musste.
- Die Kabel waren mit Isolierungen aus Polytetrafluorethylen (PTFE, „Teflon“) gefertigt, das zwar gegen hohe Temperaturen und chemische Einflüsse sehr beständig ist, mechanisch aber leicht beschädigt werden kann. Das stellte sich als Schwachstelle heraus.
- In Bereichen, in denen Kabelbäume mit der Aluminiumstruktur in Berührung kamen, wurden Beschädigungen durch Lichtbögen nachgewiesen. Beschädigungen der Isolierung in ähnlichen Bereichen waren auch bei S/C 014 zu finden.
- Versuche zeigten, dass Kabelbäume mit Teflon-Isolierung bei mechanischer Beanspruchung (Scheuern an Aluminiumteilen) in reinem Sauerstoff zu einem Brand führen konnten, selbst die Isolierung fing Feuer, Schmelzsicherungen und Sicherungsautomaten sprachen nicht an, die Stromspitzen waren zeitlich zu kurz.

#### Kühlsystem
- Der saure Geruch, den Grissom wahrgenommen hatte, stammte höchstwahrscheinlich von älteren Lecks im Kühlsystem. Teilweise hatten Mechaniker sich an den Rohren festgehalten, die zu der Zeit weitgehend verlötet waren. Kleinere Lecks und Undichtigkeiten sind vielfältig dokumentiert.
- Das Kühlmittel (RS-89) setzte sich aus 62,5 % Ethylenglycol, 35,7 % Wasser und 1,8 % Stabilisatoren aus nicht näher beschriebenen Ammoniumsalzen zusammen. Es wurde daher als brandfördernd und korrosiv eingestuft.
- Eine direkte Auslösung des Feuers durch ein Kühlmittelleck war nicht nachweisbar. Es wird aber angenommen, dass Kühlmittel im Bereich des Lebenserhaltungssystems ausgetreten sein kann. Dort verläuft auch einer der oben beschriebenen Kabelbäume.

#### Luke
- Die ursprüngliche Luke bei Block-I-Kapseln war eigentlich ein Lukensystem aus zwei Luken, einer inneren und einer äußeren. Diese wurden beim Öffnen und Schließen montiert, demontiert und vollständig abgenommen. Die innere Luke wurde zudem nach innen abgenommen. Der Innendruck diente so auch zur Abdichtung, verhinderte aber bei dem Unfall das Öffnen.
- Bei Block-I-Kapseln war ein Außenbordeinsatz durch diese Luke nicht möglich.
- Ein dritter Deckel lag bis zum Abwurf der Rettungsrakete außen vor den Luken.

#### Raumanzüge
- Die Raumanzüge waren weiterentwickelte Anzüge, die noch immer große Ähnlichkeit mit den Anzügen aus dem Mercury- und Gemini-Programm hatten. Sie stammten ursprünglich unter anderem aus dem U-2-Projekt von US-Luftwaffe und CIA.
- Polyamid („Nylon“) stellte sich als Material für Raumanzüge als ungeeignet heraus. Es ist zu leicht entflammbar und schmilzt bei Erhitzung.

#### Qualitätssicherung, Organisation
- Bei der Untersuchung der Kapsel wurden viele Mängel gefunden, zum Beispiel vergessenes Material und Werkzeug. In einem Kabelbaum wurde sogar die Nuss eines Steckschlüssels gefunden. Dieser Kabelbaum war aber in das Brandgeschehen nicht unmittelbar verwickelt.
- Sicherheitsrichtlinien waren viel zu lasch ausgelegt oder wurden recht oberflächlich befolgt.

### Schlussfolgerungen
Nach den ersten Untersuchungen war rasch klar, dass viele einzelne Mängel zu dem Unfall geführt hatten. Sie bewirkten wiederum eine Unzahl von Korrekturen und Verbesserungen.
Zum einen wurde das Raumschiff grundlegend umgebaut:
- Die Luken wurden ersetzt durch eine einzige Luke, die nicht mehr innenbords geöffnet werden musste und sich mit einem einfachen Hebelmechanismus notfalls auch gegen einen höheren Innendruck öffnen ließ.
- Die Anzüge wurden vollkommen neu gestaltet, hier wurden andere Werkstoffe benutzt.
- Polyamid oder andere brennbare Materialien wurden nicht mehr verwendet.
- PTFE als Isolationsmaterial wurde beibehalten, jedoch wurden die Kabelbäume stärker armiert und nur noch so verlegt, dass sie nicht mehr mit scharfen Kanten in Berührung kommen konnten.
- Alle elektrischen Anschlüsse wurden gegen das Eindringen von Flüssigkeiten abgedichtet.
- Alle Rohre wurden nicht mehr verlötet, sondern durch Schrauben oder Schweißen verbunden.
- Die Atmosphäre innerhalb der Kapsel wurde während aller Arbeiten vor dem Start und der Startphase durch ein Stickstoff-Sauerstoff-Gemisch ersetzt. Im Orbit wurde sie gegen eine Atmosphäre aus reinem Sauerstoff unter verringertem Druck getauscht.

Zum anderen gab es viele organisatorische Veränderungen:
- Die Liste der „kritischen“ Tests wurde stark erweitert, auch der Plugs-Out-Test war danach ein kritischer Test. Bei allen diesen Tests mussten fortan eine Sicherheitsmannschaft und die Feuerwehr bereitstehen.
- Den Mechanikern wurde verboten, sich an Rohren und Leitungen abzustoßen oder festzuhalten.
- Für Mock-up-Brandtests wurde eine Nachbildung der Apollo-Kapsel in Originalgröße, die Boilerplate BP 1224, hergestellt und voll ausgestattet. Zwischen Dezember 1967 und Februar 1968 fanden 102 Brandtests in unterschiedlichen Kabinenatmosphären statt.[2]
- Für die künftigen Bordbücher entwickelte die Papierfabrik Scheufelen ein schwer entflammbares Papier.[3][4] Pro Bordbuch wurden 500 Gramm Papier benötigt.

Die Saturn-IB-Rakete blieb beim Brand unbeschädigt und wurde ein Jahr später für den Start von Apollo 5 verwendet.

## Die Nummerierung
Im Vorgängerprogramm Gemini waren sämtliche Starts, ob unbemannt oder bemannt, gemeinsam durchnummeriert worden: nach zwei unbemannten Starts erfolgte der erste bemannte Flug als Gemini 3, ebenfalls mit Grissom als Kommandant des Jungfernflugs.
Für das Apollo-Programm war noch kein Nummerierungsschema festgelegt. Einerseits hatten sowohl Raumschiffe als auch Raketen Seriennummern, andererseits wurden intern meist die Raketenseriennummern (hier: SA-204; für SAturn) modifiziert (hier: AS-204 für Apollo–Saturn) als Missionsbezeichnung verwendet.
Grissom, White und Chaffee reichten ein Missionsabzeichen ein, das die Bezeichnung „Apollo 1“ trug, wobei sie befürworteten, dass nur die bemannten Apollo-Missionen nummeriert werden sollten. Im Juni 1966 wurde das Abzeichen genehmigt, wobei das noch nichts darüber aussagte, unter welcher Nummer der Flug dann schließlich starten würde.
Nach dem Unfall baten die drei Witwen darum, die Bezeichnung „Apollo 1“ im Andenken an die Toten keinem anderen Flug zu verleihen. Die NASA-Manager James E. Webb, Robert Seamans und George E. Mueller stimmten dem zu.
Zeitweise wurde der nächste Flug intern mit „Apollo 2“ bezeichnet. Der Vorschlag von Apollo-Manager George Michael Low aus dem März 1967, die bisherigen drei unbemannten Testflüge rückwirkend in „Apollo 1A“, „Apollo 2“ und „Apollo 3“ umzubenennen, wurde nicht umgesetzt; es blieb bei den Bezeichnungen AS-201 (Februar 1966), AS-203 (Juli 1966) und AS-202 (August 1966).
Obwohl zu diesem Zeitpunkt bereits drei Saturn IB-Starts durchgeführt wurden, wurden nur die zwei Starts gezählt, bei denen ein unbemanntes Apollo-Raumschiff getestet wurde (AS-201 mit CSM-009 Block I sowie AS-202 mit CSM-011 Block I). Zudem wurden zwischenzeitlich zwei weitere bemannte Apollo-Missionen geplant, Apollo 2 als Wiederholung von Apollo 1 (Saturn IB-Start mit CSM-014 oder LM-Test) und Apollo 3 als Test des verbesserten CSM Block II-Prototyps (Saturn IB- oder erster Saturn-V-Start), diese Missionen wurden aber im Programmverlauf gestrichen. Somit sind die Namen Apollo 2 und Apollo 3 offiziell nie verwendet worden.
Im April 1967 gab Julian Scheer, Sprecher der NASA-Öffentlichkeitsarbeit, bekannt, dass der erste, unbemannte Flug der Saturn V die Bezeichnung Apollo 4 tragen werde. Beginnend mit diesem Flug wurden dann, wie im Gemini-Programm, unbemannte und bemannte Missionen gemeinsam durchnummeriert. Der erste bemannte Start fand im Oktober 1968 mit Apollo 7 statt, wobei die Reservemannschaft von Apollo 1, Schirra, Eisele und Cunningham, zum Einsatz kam.

## Verbleib
Nach Abschluss der Unfalluntersuchung wurde das Apollo-1-Kommandomodul in einem gesicherten Lagerhaus im NASA Langley Research Center in Hampton (Virginia) eingelagert. Am 17. Februar 2007 wurden die Teile in ein benachbartes, klimatisiertes Lagerhaus verbracht. Wenige Wochen zuvor hatte Gus Grissoms Bruder Lowell öffentlich vorgeschlagen, die Überreste der CM-012 dauerhaft im Fundament des Launch Complex 34 zu begraben.
Anlässlich des 50. Jahrestags des Unglücks, am 27. Januar 2017, stellte die NASA die Luke von Apollo 1 im Besucherzentrum des Saturn V Rocket Centers im Kennedy Space Center aus. Dort ist sie neben Teilen der verunglückten Space Shuttle Challenger und Columbia in einer Gedenkstätte zu sehen.

## Rezeption
Das Thema Apollo 1 fand mehrfach Eingang in die Populärkultur:
- In der Eröffnungsszene des Filmdramas Apollo 13 von 1995.
- Der Unfall wie seine Nachwirkungen waren Thema der 2. Episode „Apollo One“ der HBO-Miniserie From the Earth to the Moon von 1998.[10]
- Die Mission und der Unfall sind Thema der Episoden 8 „Rendezvous“ und 9 „Abort“ der ABC-Fernsehserie The Astronaut Wives Club von 2015.[11]
- Der Unfall ist Thema des Songs „Fire in the Cockpit“ auf dem 2015 erschienenen Album The Race For Space der britischen Band Public Service Broadcasting.[12]
- In dem 2018 erschienenen Historienfilm Aufbruch zum Mond (Originaltitel: First Man) kommt der Unfall vor.
- Auch in dem 2024 erschienenen Film To the Moon (Originaltitel: Fly Me to the Moon) wird über den von Channing Tatum gespielten NASA-Ingenieur mehrfach auf die Tragödie von Apollo 1 Bezug genommen.